# Bob Rule
Bobby "Bob" Frank Rule (Riverside, California, 29 de junio de 1944- ibidem; 5 de septiembre de 2019) fue un jugador de baloncesto estadounidense que disputó 8 temporadas de la NBA. Con 2,06 metros de altura, jugaba en la posición de ala-pívot. Fue All-Star en 1970.

## Trayectoria deportiva

### Universidad
Comenzó su andadura universitaria en el Riverside Comunnity College, donde permaneció dos temporadas antes de ser transferido a la Universidad de Colorado State. En el total de su trayectoria escolar promedió 15,1 puntos y 9,0 rebotes por partido.

### Profesional
Fue elegido en el puesto 19 de la segunda ronda del Draft de la NBA de 1967 por Seattle Supersonics, equipo que esa temporada iniciaba su andadura en la liga, y también fue elegido por los Denver Rockets en el draft de la ABA, fichando finalmente por el equipo del estado de Washington. En su primera temporada ya fue una de las mayores estrellas de su equipo, promediando 18,1 puntos por partido, el 19º mejor de la liga, marca para un rookie que récord de la NBA durante 40 años, hasta que fue batido por Kevin Durant. Consiguió además anotar 47 puntos contra los Lakers el 21 de noviembre de 1967, récord absoluto de la franquicia para un novato.
Al año siguiente se consolidó como el mejor anotador y reboteador de su equipo, promediando 24,0 puntos y 11,5 rebotes por partido, por encima de compañeros como Lenny Wilkens o Tom Meschery. Y en la siguiente temporada, la 1969-70 se superó a sí mismo promediando 24,6 puntos, séptimo de la NBA y 10,3 rebotes, además de batir de nuevo el récord de la franquicia de anotación en un partido, al conseguir 49 puntos ante Philadelphia 76ers. Ese año representó a su equipo junto con Wilkens en el All-Star Game, en el que consiguió 5 puntos y 4 rebotes en 13 minutos de juego.
La temporada 1970-71 comenzó de forma espectacular para Rule, promediando 29,8 puntos y 11,5 rebotes en sus cuatro primeros partidos, pero el 23 de octubre de 1970, en un partido ante Portland Trail Blazers se rompió el tendón de Aquiles, que le hizo perderse el resto de la temporada, no volviendo a ser a su regreso el jugador que tantas alegrías había dado a los Sonics. Al año siguiente comenzó en Seattle, pero pronto fue traspasado a Philadelphia 76ers, iniciando en ese momento un carrusel de cambios de equipo perdiéndose siempre una gran cantidad de partidos debido a las lesiones, y sin alcanzar ni de lejos las cifras de sus primeros años. Pasó dos años en Cleveland Cavaliers, y en la temporada 1974-75, tras disputar un único partido con su nuevo equipo, los Milwaukee Bucks, optó por la retirada, a los 30 años de edad. En el total de su trayectoria profesional promedió 17,4 puntos y 8,3 rebotes por partido.

## Estadísticas de su carrera en la NBA

### Temporada regular
| Temporada | Edad | Equipo              | Liga | P   | TIT | MIN  | TC   | TCA  | %TC  | 3P | 3PA | %3P | TL  | TLA | %TL  | R.OF. | R.DEF. | REB  | ASIS | ROB | TAP | PER | FP  | PTS  |
| 1967-68   | 23   | Seattle SuperSonics | NBA  | 82  |     | 29.6 | 6.9  | 14.2 | .489 |    |     |     | 4.2 | 6.5 | .658 |       |        | 9.5  | 1.2  |     |     |     | 3.9 | 18.1 |
| 1968-69   | 24   | Seattle SuperSonics | NBA  | 82  |     | 37.9 | 9.5  | 20.2 | .469 |    |     |     | 5.0 | 7.4 | .682 |       |        | 11.5 | 1.7  |     |     |     | 3.9 | 24.0 |
| 1969-70   | 25   | Seattle SuperSonics | NBA  | 80  |     | 37.0 | 9.9  | 21.3 | .463 |    |     |     | 4.8 | 6.8 | .714 |       |        | 10.3 | 1.8  |     |     |     | 3.5 | 24.6 |
| 1970-71   | 26   | Seattle SuperSonics | NBA  | 4   |     | 35.5 | 11.8 | 24.5 | .480 |    |     |     | 6.3 | 7.5 | .833 |       |        | 11.5 | 1.8  |     |     |     | 3.5 | 29.8 |
| 1971-72   | 27   | TOTAL               | NBA  | 76  |     | 29.3 | 6.1  | 13.9 | .436 |    |     |     | 3.0 | 4.4 | .675 |       |        | 7.0  | 1.5  |     |     |     | 2.5 | 15.1 |
| 1971-72   | 27   | Seattle SuperSonics | NBA  | 16  |     | 15.2 | 2.8  | 7.8  | .363 |    |     |     | 1.4 | 2.7 | .535 |       |        | 3.4  | 0.4  |     |     |     | 1.7 | 7.1  |
| 1971-72   | 27   | Philadelphia 76ers  | NBA  | 60  |     | 33.1 | 6.9  | 15.6 | .445 |    |     |     | 3.4 | 4.9 | .695 |       |        | 8.0  | 1.8  |     |     |     | 2.7 | 17.3 |
| 1972-73   | 28   | TOTAL               | NBA  | 52  |     | 8.7  | 1.2  | 3.0  | .380 |    |     |     | 0.4 | 0.6 | .645 |       |        | 2.1  | 0.7  |     |     |     | 1.3 | 2.7  |
| 1972-73   | 28   | Philadelphia 76ers  | NBA  | 3   |     | 4.0  | 0.0  | 0.3  | .000 |    |     |     | 0.0 | 0.0 |      |       |        | 0.7  | 0.3  |     |     |     | 0.7 | 0.0  |
| 1972-73   | 28   | Cleveland Cavaliers | NBA  | 49  |     | 9.0  | 1.2  | 3.2  | .382 |    |     |     | 0.4 | 0.6 | .645 |       |        | 2.2  | 0.8  |     |     |     | 1.3 | 2.9  |
| 1973-74   | 29   | Cleveland Cavaliers | NBA  | 26  |     | 20.8 | 2.9  | 7.4  | .396 |    |     |     | 1.3 | 1.8 | .739 | 1.7   | 2.3    | 4.0  | 1.8  | 0.5 | 0.4 |     | 2.7 | 7.2  |
| 1974-75   | 30   | Milwaukee Bucks     | NBA  | 1   |     | 11.0 | 0.0  | 1.0  | .000 |    |     |     | 0.0 | 0.0 |      | 0.0   | 0.0    | 0.0  | 2.0  | 0.0 | 0.0 |     | 2.0 | 0.0  |
| Total     |      |                     | NBA  | 403 |     | 29.4 | 6.9  | 15.0 | .461 |    |     |     | 3.6 | 5.3 | .686 | 1.6   | 2.2    | 8.3  | 1.5  | 0.4 | 0.4 |     | 3.1 | 17.4 |